# Сірач
45°31′ пн. ш. 17°15′ сх. д. / 45.51° пн. ш. 17.25° сх. д.
Сірач (хорв. Sirač) — громада і населений пункт у Б'єловарсько-Білогорській жупанії Хорватії.

## Населення
Населення громади за даними перепису 2011 року становило 2 218 осіб. Населення самого поселення становило 1 416 осіб.
Динаміка чисельності населення громади:
Динаміка чисельності населення центру громади:

## Населені пункти
Крім поселення Сірач, до громади також входять:
- Бариця
- Бієла
- Доні Борки
- Горні Борки
- Кип
- Міляноваць
- Пакрані
- Шибоваць